# Compte rendu

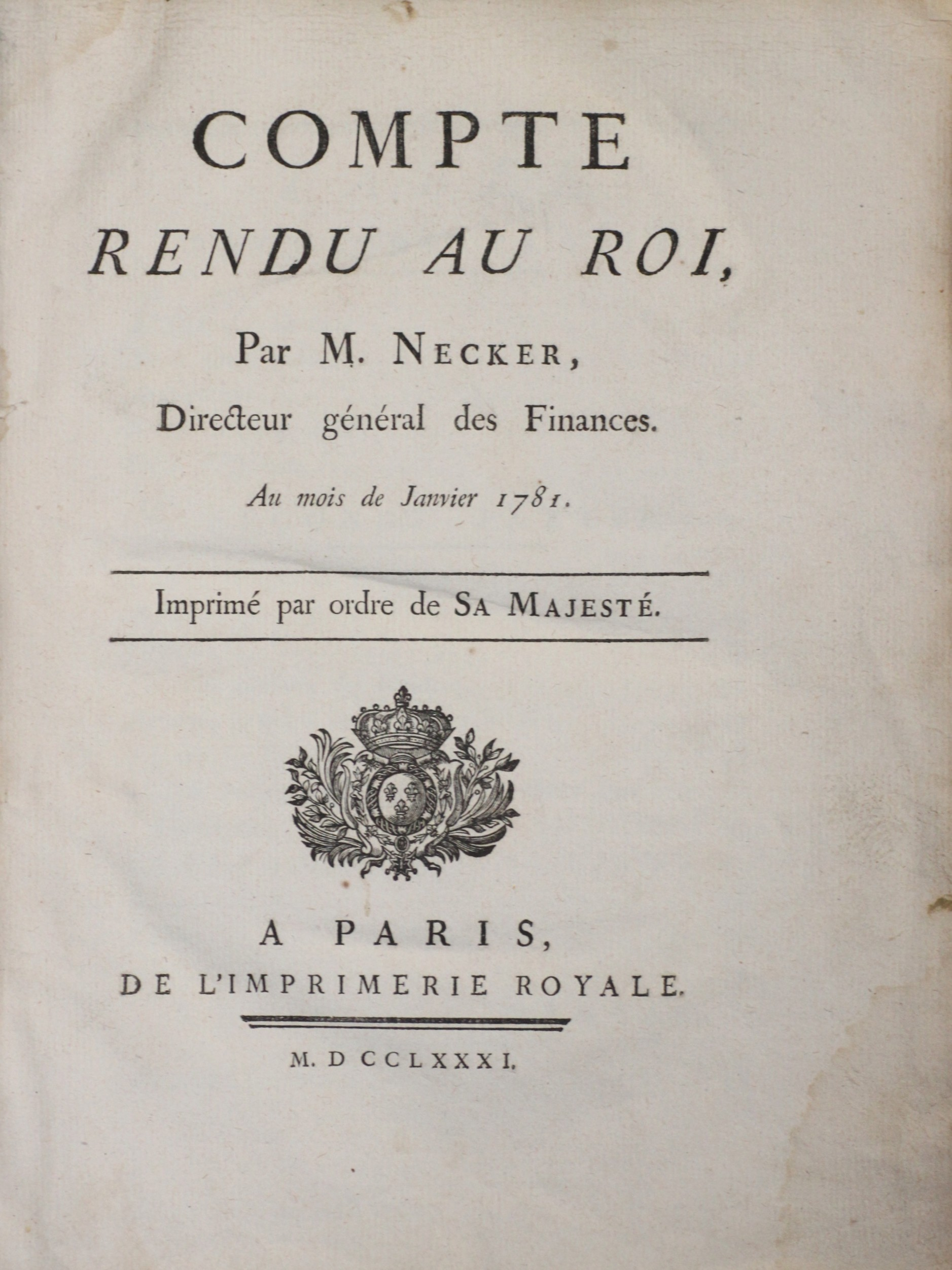
Prima pagina del Compte rendu au Roi

Il Compte rendu au roi (tradotto come "rapporto al re", lett. "rendiconto al re"), o semplicemente Compte rendu, era un documento pubblicato nel febbraio 1781 da Jacques Necker, ministro delle finanze del re Luigi XVI, in cui ha presentato lo stato delle finanze francesi.

## Contenuto della relazione
L'intenzione di Necker con la pubblicazione del Compte rendu è quella di convincere gli investitori della qualità del loro investimento a lungo termine. A tal fine, desidera dimostrare che le finanze dello Stato saranno positive non appena verrà ristabilita la pace. Per fare ciò, crea una distinzione tra spese ordinarie e straordinarie, queste ultime quelle relative alla guerra. Necker spiega chiaramente, nell'introduzione all'opera, che saranno menzionate solo le spese ordinarie.
Il rapporto affermava che le entrate ordinarie in Francia superavano le spese, con un attivo di oltre 10 milioni di lire . Lo stato di salute dei conti riportato nel Compte rendu ha contribuito a rafforzare la fiducia tra cittadini e finanziatori, che vedeva Necker, grazie alla sua precedente esperienza come banchiere, un abile manager finanziario. Il rapporto rafforzò ulteriormente la sua reputazione, consentendo, pertanto, al governo francese di raccogliere nuovi prestiti necessari a finanziare il coinvolgimento nella guerra d'indipendenza americana.
Tuttavia, la rendicontazione dei conti di Necker oscurava i reali problemi finanziari che il paese stava affrontando: non riportava, infatti, i costi straordinari, dovuti alla guerra e che portavano il bilancio dello Stato in un deficit significativo.
Se l'effettivo stato di salute delle finanze fosse stato portato alla conoscenza del pubblico, difficilmente i finanziatori avrebbero continuato a prestare denaro alla Francia pre-rivoluzionaria.
Tuttavia da parte di Necker non c'è assolutamente alcuna volontà di ingannare il pubblico. In effetti, è anche molto insistente nel suo desiderio di rivelare tutto. Nella relazione al re, anzi Necker insiste ripetutamente sugli sprechi rappresentati dalle guerre e sulle difficoltà che queste pongono all'economia.
Uno dei fatti eccezionali di questo rapporto è che la sua pubblicazione rese noti gli elenchi degli emolumenti che lo Stato versava sotto forma di pensione a determinati nobili, con nomi e importi delle somme pagate. Questa pubblicazione suscitò scandalo e la nobiltà chiese le dimissioni di Necker.

## Contributo alla rivoluzione
Il Compte rendu fu accettato del pubblico proprio grazie alla reputazione di Necker, anzi ne rafforzò l'immagine presso il pubblico: nonostante i costi della guerra, sembrava che la Francia riuscisse a rimanere con il bilancio in attivo. Di conseguenza Necker raggiunse una grande popolarità tra la gente comune, che era particolarmente solidale con un ministro che, fatto insolito per l'epoca, era arrivato alle più alte cariche nonostante le umili origini.
Dopo che Necker lasciò il suo incarico, il suo posto fu preso da una serie di ministri delle finanze sotto i quali venne alla luce la vera situazione finanziaria del Paese. È anzi probabile che il Compte rendu fu uno dei fattori che contribuì a causare le resistenze ai tentativi di riforma del sistema fiscale proposti nel 1787 da Calonne. Calonne infatti adduceva come motivo per la riforma della tassazione il fatto che le finanze statali erano in cattive condizioni, ma l'Assemblea dei Notabili, chiamata ad esprimersi circa tale riforma, si espresse mostrando scetticismo nella convinzione che la Francia fosse finanziariamente solida.
Dopo una successione di diversi ministri delle finanze, Lugi XVI tornò a nominare Necker ritenendo che fosse nella posizione migliore per gestire i crescenti problemi di credito della Francia. Necker rimase più popolare che mai, il che significa che quando fu nuovamente licenziato l'11 luglio 1789, ci fu una protesta pubblica. Insieme alla crisi economica simultanea, il prezzo del grano era salito alle stelle durante l'inverno del 1787-8; ciò ha contribuito alla presa della Bastiglia il 14 luglio.